# العلاقات الأرمينية الماليزية
العلاقات الأرمينية الماليزية هي العلاقات الثنائية التي تجمع بين أرمينيا وماليزيا.

## مقارنة بين البلدين
هذه مقارنة عامة ومرجعية للدولتين:
| وجه المقارنة                                              | أرمينيا                    | ماليزيا       |
| --------------------------------------------------------- | -------------------------- | ------------- |
| المساحة (كم2)                                             | 29.74 ألف                  | 330.29 ألف    |
| عدد السكان (نسمة)                                         | 2.93 مليون                 | 31.62 مليون   |
| الكثافة السكانية (ن./كم²)                                 | 98.52                      | 95.73         |
| العاصمة                                                   | يريفان                     | كوالالمبور    |
| اللغة الرسمية                                             | لغة أرمنية                 | لغة ماليزية   |
| العملة                                                    | درام أرميني                | رينغيت ماليزي |
| الناتج المحلي الإجمالي (بليون دولار)                      | 11.54 مليار                | 314.50 مليار  |
| الناتج المحلي الإجمالي (تعادل القوة الشرائية) بليون دولار | 25.41 مليار                | 817.43 مليار  |
| الناتج المحلي الإجمالي الاسمي للفرد دولار أمريكي          | 3.49 ألف                   | 9.77 ألف      |
| الناتج المحلي الإجمالي للفرد دولار أمريكي                 | 8.07 ألف                   | 25.64 ألف     |
| مؤشر التنمية البشرية                                      | 0.743                      | 0.779         |
| رمز المكالمات الدولي                                      | +374                       | +60           |
| رمز الإنترنت                                              | .am، .հայ ‏                 | .my           |
| المنطقة الزمنية                                           | ت ع م+04:00، توقيت أرمينيا | ت ع م+08:00   |

## منظمات دولية مشتركة
يشترك البلدان في عضوية مجموعة من المنظمات الدولية، منها:
| علم المنظمة | اسم المنظمة                               | تاريخ انضمام أرمينيا | تاريخ انضمام ماليزيا |
| ----------- | ----------------------------------------- | -------------------- | -------------------- |
|             | بنك التنمية الآسيوي                       | 2005                 | 1966                 |
|             | مؤسسة التنمية الدولية                     | 25 أغسطس 1993        | 24 سبتمبر 1960       |
|             | يونسكو                                    | 9 يونيو 1992         | 16 يونيو 1958        |
|             | وكالة ضمان الاستثمار متعدد الأطراف        | 5 ديسمبر 1995        | 6 ديسمبر 1991        |
|             | الأمم المتحدة                             | 2 مارس 1992          | 17 سبتمبر 1957       |
|             | الفريق المعني برصد الأرض                  | ?                    | ?                    |
|             | الاتحاد البريدي العالمي                   | ?                    | ?                    |
|             | البنك الدولي للإنشاء والتعمير             | 16 سبتمبر 1992       | 7 مارس 1958          |
|             | الاتحاد الدولي للاتصالات                  | 30 يونيو 1992        | 3 فبراير 1958        |
|             | منظمة حظر الأسلحة الكيميائية              | ?                    | ?                    |
|             | مؤسسة التمويل الدولية                     | 18 أبريل 1995        | 20 مارس 1958         |
|             | المركز الدولي لتسوية المنازعات الاستشارية | 16 أكتوبر 1992       | 14 أكتوبر 1966       |
|             | منظمة التجارة العالمية                    | 5 فبراير 2003        | ?                    |
|             | منظمة الشرطة الجنائية الدولية             | ?                    | ?                    |

## وصلات خارجية
- موقع وزارة الخارجية الأرمينية
- موقع وزارة الخارجية الماليزية